# Menominee (Michigan)
Menominee település az Amerikai Egyesült Államok Michigan államában, Menominee megyében, melynek megyeszékhelye is. Lakosainak száma 8488 fő (2020. április 1.).

## Népesség
A település népességének változása:

| 2010 | 8 599 |
| 2020 | 8 488 |